# Сирин
Си́рин (др.-рус. сиринъ ← греч. Σειρῆνες — сирены) — райская птица-дева из средневековой книжной мифологии, образ которой восходит к древнегреческим сиренам. В западноевропейских легендах Сирин является воплощением несчастной души. В русских духовных стихах Сирин, спускаясь из рая на землю, зачаровывает людей своим пением. Часто упоминается вместе с другой райской птицей — Алконостом.
Две антропоморфные райские птицы, Сирин и Алконост, с XVII века упоминаются в Хронографах; первое известное упоминание — в Русском хронографе редакции 1617 года. Птицы пленяют людей своим пением так, что «душа из тела исходит».
Русский лубок изображает Сирина, в отличие от Алконоста, без короны, в венце и с крыльями вместо рук. Обе птицы имеют сияние вокруг головы. В русском искусстве Сирин и Алконост составляют традиционный изобразительный сюжет от лубочных картинок до «Песни радости и печали» В. М. Васнецова.

## Описание
На картинах неизвестных художников с развернутым сюжетом имелись надписи:

В картуше название «Птица Сирин святого и блаженного рая» и текст: «Аще человек глас ея услышит, пленится мысльми и забудет вся временная и дотоле вслед тоя ходит, дондеже пад умирает, гласа её слышати не престает». Около головы Сирина надпись: «Видом и гласом». Под картинкой заглавие: «Есть же о птице сей сказание таково». Ниже текст: «В странах индийских (яже прилежат ближайши блаженному месту райскому) обычай имеет являтися птица сия и глашати песни таковы, яковы же слух… возлетати жилищам, и скорейши нежели орел скоропарною быстростию от вреды шумов вземшеся, к тому не являема бывает».
— Е. И. Иткина

Сиринъ есть птица отъ главы до пояса составъ и образъ человечь, отъ пояса же птица; нъцыи жь джут о сей, глаголюще зело ела копъниве быти еи, яко бъ кому послушающу глас ея, забывати все житие ея и отходити в пустыня по ней въ горах заблуждышу умирати (…).
— древнерусский Азбуковник (ГПБ, О. XVI 1)

## В искусстве XX—XXI веков
К художественному образу птицы Сирин мастера русских народных промыслов продолжали обращаться и в XX−XXI веках. Так, он нередко присутствует в сюжетах пермогорских росписей, а каргопольские игрушечники лепят птицу Сирин в виде птички-свистульки с женской головой.
Образ птицы Сирин с небольшой короной на голове изображён на одном из резных каменных панно, размещённых на стенах станционного зала станции «Перово» Московского метрополитена (открыта в 1979 году). Авторы архитектурно-художественного оформления станции — художники Л. А. Новикова и В. И. Филатов, опиравшиеся на традиции русского народного прикладного искусства, выполнили эти резные панно в традиционном русском «хоромном» стиле. По словам Л. А. Новиковой (которая ещё со студенческих лет увлекалась русским народным искусством и ездила в фольклорные экспедиции на Север), птица Сирин изображена как символ счастья.
В книге «Роза Мира» Даниила Андреева сирины, алконосты, гамаюны становятся архангелами христианских метакультур.

### Упоминания
- Птицы Сирин, Гамаюн и Алконост упоминаются в песне «Купола» Владимира Высоцкого.
- Сирин — литературный псевдоним Владимира Набокова.
- «Сирин, Алконост, Гамаюн». — песня Бориса Гребенщикова, вошедшая в состав «Русского альбома». Также птица Сирин упоминается в песнях «Скорбец», «Камни в холодной воде», «8200» и «Кони беспредела».
- «Сирин-соната» (1999) — произведение для фортепиано украинского композитора Виктории Полевой.
- О птице Сирин (Сирене) упоминает в первой серии двухсерийного детского музыкального телефильма «Выше Радуги» (1986) Юрий Сенкевич, выступавший в этом фильме в роли камео.
- В песне Гарика Сукачёва «Напои меня водой» также упоминается Сирин: «Погляди на меня и белым крылом//Птицы Сирин коснись ручья».
- Птице Сирин посвящена песня этнического музыкального коллектива Птица Тылобурдо — «Птица Сирин (заговор на любовь)».
- Птица Сирин выступает в качестве рассказчицы сказки в анимационном фильме «Молодильные яблоки» (1974, студия «Союзмультфильм»).
- Птица Сирин упоминается в стихотворении Александра Блока «Сирин и Алконост».
- У современной певицы Евы Власовой.
- Птица Сирин встречается в качестве антагониста в сериале «Сергий против нечисти».